# لوتا، شیلی
لوتا، شیلی (به اسپانیایی: Lota, Chile) یک کومونه در شیلی است که در استان کنسپسیون (شیلی) واقع شده‌است.

## خصوصیات
لوتا، شیلی ۱۳۵٫۸ کیلومترمربع مساحت و ۴۷٬۳۳۹ نفر جمعیت دارد و ۸۲ متر بالاتر از سطح دریا واقع شده‌است.